# فان نويس (إنديانا)
فان نويس (بالإنجليزية: Van Nuys, Indiana)‏ هي منطقة سكنية تقع في الولايات المتحدة في مقاطعة هنري (إنديانا).  يقدر عدد سكانها   وترتفع عن سطح البحر 302.97 متر.